# يونس عمرو
 يونس مرشد يونس عمرو (وُلد في 6 أبريل 1947 في دورا) أستاذ جامعي وكاتب وباحث فلسطيني مُتخصص في اللغة العربية واللغات الشرقية. شغل منصب رئيس جامعة القدس المفتوحة بين عامي 2000 و2021.

## النشأة والتحصيل العلمي
وُلد يونس مرشد يونس عمرو عام 1947 في مدينة دورا جنوب الضفة الغربية لأب من دورا وأم من حلحول. تلقى تعليمه المدرسي بين دورا والخليل. سافر إلى لبنان حيث حصل على درجة البكالوريوس في اللغة العربية من جامعة بيروت العربية عام 1970، أكمل تعليمه العالي عندما حصل على درجتي الماجستير والدكتوراه في اللغة العربية واللغات الشرقية من جامعة الإسكندرية.

## الحياة العملية
عمل عمرو مدرسًا ومربيًا في ليبيا في الفترة 1973 إلى 1977 ثم عاد إلى الضفة الغربية ليعمل ضمن جامعة الخليل التي بدأ فيها كمحاضر عام 1977 ثم عميد كلية الآداب عام 1980 ولاحقًا عميد كلية البحث العلمي عام 1985. ساهم في تأسيس جامعة القدس المفتوحة، التي انطلق نشاطها في الأراضي المحتلة في العام الدراسي 1990–1991 حيث كان مديرًا لمنطقة الخليل التعليمية. وفي عام 2000 عُين رئيسًا لها حتى عام 2021. وهو عضو مجلس أمناء جامعة الاستقلال.
في عام 2009، فاز بانتخابات المجلس الثوري لحركة فتح التي عُقدت أثناء المؤتمر السادس لحركة فتح في بيت لحم وصار عضوًا فيه. وفي 4 ديسمبر 2016 فازَ عمرو مرة أخرى بعضوية المجلس.